# 佩西纳克雷莫内塞
佩西纳克雷莫内塞（義大利語：Pessina Cremonese），是意大利克雷莫纳省的一个市镇。总面积22平方公里，人口700人，人口密度31.8人/平方公里（2009年）。国家统计（ISTAT）代码为019070。